# Atletik under sommer-OL 2020 - 5000 meter løb (herrer)
Mændenes 5000 meter-stævne ved Sommer-OL 2020 fandt sted den 3. og 6. august 2021 på Japan National Stadium. Cirka 45 atleter konkurrerede; det nøjagtige antal var afhængig af, hvor mange nationer der bruger universalitetspladser til at deltage i atleter ud over de 42 kvalificerende gennem tid eller rangering (6 universalitetspladser blev brugt i 2016).

## Resultater

### Runde 1

#### Heat 1
| Rang | Atleter               | Nation         | Tid      | Noter |
| ---- | --------------------- | -------------- | -------- | ----- |
| 1    | Nicholas Kimeli       | Kenya          | 13:38.87 | Q     |
| 2    | Mohammed Ahmed        | Canada         | 13:38.96 | Q     |
| 3    | Woody Kincaid         | USA            | 13:39.04 | Q     |
| 4    | Oscar Chelimo         | Uganda         | 13:39.07 | Q     |
| 5    | Birhanu Balew         | Bahrain        | 13:39.42 | Q     |
| 6    | Marc Scott            | Storbritannien | 13:39.61 |       |
| 7    | Hugo Hay              | Frankrig       | 13:39.95 |       |
| 8    | David McNeill         | Australien     | 13:39.97 |       |
| 9    | Getnet Wale           | Etiopien       | 13:41.13 |       |
| 10   | Daniel Ebenyo         | Kenya          | 13:41.64 |       |
| 11   | Jonas Raess           | Schweiz        | 13:43.52 |       |
| 12   | Soufiyan Bouqantar    | Marokko        | 13:43.97 |       |
| 13   | Lucas Bruchet         | Canada         | 13:44.08 |       |
| 14   | Nibret Melak          | Etiopien       | 13:45.81 |       |
| 15   | Yemaneberhan Crippa   | Italien        | 13:47.12 |       |
| 16   | Robin Hendrix         | Belgien        | 13:58.37 |       |
| 17   | Yuta Bando            | Japan          | 14:05.80 |       |
| 18   | Nursultan Keneshbekov | Kirgisistan    | 14:07.79 |       |
| 19   | Abidine Abidine       | Mauretanien    | 14:54.80 | PB    |
|      | Mike Foppen           | Holland        | DNF      |       |

#### Heat 2
| Rang | Atleter                       | Nation                   | Tid      | Noter  |
| ---- | ----------------------------- | ------------------------ | -------- | ------ |
| 1    | Mohamed Katir                 | Spanien                  | 13:30.10 | Q      |
| 2    | Paul Chelimo                  | USA                      | 13:30.15 | Q      |
| 3    | Justyn Knight                 | Canada                   | 13:30.22 | Q      |
| 4    | Jacob Kiplimo                 | Uganda                   | 13:30.40 | Q      |
| 5    | Joshua Cheptegei              | Uganda                   | 13:30.61 | Q      |
| 6    | Milkesa Mengesha              | Etiopien                 | 13:31.13 | q      |
| 7    | Andrew Butchart               | Storbritannien           | 13:31.23 | q      |
| 8    | Grant Fisher                  | USA                      | 13:31.80 | q      |
| 9    | Jimmy Gressier                | Frankrig                 | 13:33.47 | q      |
| 10   | Luis Grijalva                 | Guatemala                | 13:34.11 | q      |
| 11   | Morgan McDonald               | Australien               | 13:37.36 |        |
| 12   | Narve Gilje Nordås            | Norge                    | 13:41.82 |        |
| 13   | Jamal Abdelmaji Eisa Mohammed | Olympiske flygtningehold | 13:42.98 | PB     |
| 14   | Dawit Fikadu                  | Bahrain                  | 13:44.03 | SB, qR |
| 15   | Lesiba Precious Mashele       | Sydafrika                | 13:48.25 |        |
| 16   | Mohamed Mohumed               | Tyskland                 | 13:50.46 |        |
| 17   | Isaac Kimeli                  | Belgien                  | 13:57.36 |        |
| 18   | Hiroki Matsueda               | Japan                    | 14:15.54 |        |
|      | Samwel Masai                  | Kenya                    |          | DNS    |
|      | Patrick Tiernan               | Australien               |          | DNS    |

### Finalen
kilde:
| Rang                             | Atleter                  | Nation         | Tid      | Noter            |
| -------------------------------- | ------------------------ | -------------- | -------- | ---------------- |
| 1                                | Joshua Cheptegei         | Uganda         | 12:58.15 |                  |
| 2. plads, sølvmedaljemodtager(e) | Mohammed Ahmed           | Canada         | 12:58.61 |                  |
| 3                                | Paul Chelimo             | USA            | 12:59.05 | Skabelon:AthAbbr |
| 4                                | Nicholas Kipkorir Kimeli | Kenya          | 12:59.17 | Skabelon:AthAbbr |
| 5                                | Jacob Kiplimo            | Uganda         | 13:02.40 |                  |
| 6                                | Birhanu Balew            | Bahrain        | 13:03.20 |                  |
| 7                                | Justyn Knight            | Canada         | 13:04.38 |                  |
| 8                                | Mohamed Katir            | Spanien        | 13:06.60 |                  |
| 9                                | Grant Fisher             | USA            | 13:08.40 |                  |
| 10                               | Milkesa Mengesha         | Etiopien       | 13:08.50 |                  |
| 11                               | Andrew Butchart          | Storbritannien | 13:09.97 | Skabelon:AthAbbr |
| 12                               | Luis Grijalva            | Guatemala      | 13:10.09 | Skabelon:AthAbbr |
| 13                               | Jimmy Gressier           | Frankrig       | 13:11.33 |                  |
| 14                               | Woody Kincaid            | USA            | 13:17.20 | Skabelon:AthAbbr |
| 15                               | Dawit Fikadu             | Bahrain        | 13:20.24 | Skabelon:AthAbbr |
| 16                               | Oscar Chelimo            | Uganda         | 13:44.45 |                  |